# Mill Valley
Mill Valley är en stad (city) i Marin County, i delstaten Kalifornien, USA. Enligt United States Census Bureau har staden en folkmängd på 14 051 invånare (2011) och en landarea på 12,3 km².